# Центральная радиолаборатория
Центральная радиолаборатория в Ленинграде (ЦРЛ) — советское научно-исследовательское учреждение, организованное в Петрограде 11 ноября 1923 года в составе радиоотдела Государственного треста заводов слабого тока. 
Радиолаборатория явилась базой для создания и развития отечественной радиопромышленности, с первого дня она объединила лучшие инженерные кадры страны и свою работу начала с организации научных исследований и разработок радиотехнической аппаратуры по многим направлениям. При организации ЦРЛ имела в своем составе несколько лабораторий. 
Коллектив лаборатории занимался многопрофильными исследованиями в широком спектре направлений: высокочастотных промышленных технологий, радиотехники, элетровакуумных приборов, телевидения, инфракрасной техники, гидроакустики, измерительной аппаратуры и т. д.

## История
Предшественником ЦРЛ была лабораторная группа 2-й базы радиотелеграфных  формирований, бывшей крупнейшим поставщиком радиосредств в Красную Армию во время гражданской войны. После её расформирования коллектив этой группы и стал ядром коллектива ЦРЛ. Для ЦРЛ было предоставлено здание на Лопухинской улице, где в своё время помещались правление и завод РОБТиТ. Кроме ЦРЛ там же находился Электровакуумный завод.
В 1928 году в состав ЦРЛ была включена Нижегородская радиолаборатория, также в неё вошли радиолаборатория Телеграфного завода им. Козицкого, Казанская радиобаза и Одесский радиозавод.
ЦРЛ сыграла огромную роль в создании отечественной радиопромышленности. Научные и технические разработки в ЦРЛ проводили выдающиеся ученые, внесшие весомый вклад в развитие радиофизики, радиопромышленности и средств связи. Здесь, в частности, трудились М.А. Бонч-Бруевич, В.П. Вологдин, М.П. Долуханов А.Л. Минц, А.Т. Углов.
Отделы радиолаборатории, занимавшиеся научно-техническими разработками в области радиовещательной техники, электровакуумной техники, токов высокой частоты, инфракрасной техники, гидроакустики, электроакустики, телевидения, измерительной техники, со временем стали самостоятельными ведущими профильными институтами и предприятиями в своей области. Ещё одним итогом работы коллектива стала разработка и внедрение в серийное производство ряда радиостанций, составивших так называемую первую систему радиовооружения войск связи РККА.
В 1935 году была проведена реорганизация, в итоге который большая часть лабораторий была отделена. Процесс разукрупнения ЦРЛ завершился к 1936 году, с 3 сентября 1936 года она стала называться Институтом радиовещательного приёма и акустики (ИРПА)  по адресу: Ленинград, набережная реки Крестовки, д. 3; в начале XX века в этом здании находилась гостиница. В 1959 году институту было присвоено имя А. С. Попова. Директором ИРПА остался Д.Н. Румянцев, Главным инженером был назначен Б.Н.Можжевелов. 
Основными разработчиками ИРПА по радиоприёмной технике во второй половине 30-х годов были: В.А. Говядинов, А.К. Годзевский, Е.А. Левитин, В.И. Сифоров, С.И. Хвиливицкий, А.И. Чесноков и И.А. Яковлев. Вопросами избирательного детектирования, синхронного усиления, использования частотной модуляции для приёма радиосигналов без помех были посвящены труды В.И.Сифорова, Е.Г. Мамота, А.Д.Князева.